# 富山県立伏木高等学校
富山県立伏木高等学校（とやまけんりつ ふしきこうとうがっこう、英: Toyama Prefectural Fushiki High School）は、富山県高岡市伏木一宮にある公立の高等学校。

## 概要
2005年（平成17年）3月に普通科の募集を停止し、同年4月からは県内初となる国際交流科を設置してスタート。ロシア語・中国語・韓国語の教育に力を入れており、2年次からは文理選択と共に各自で選択した語学を専門に学ぶ。

## 設置学科
- 国際交流科

## 沿革
- 1911年（明治44年）4月12日 - 伏木実業補習学校が創立[1]。
- 1927年（昭和2年）3月30日 - 伏木実業補習学校が伏木町立伏木商業学校として設立認可。同年4月20日開校[1]。
- 1942年（昭和17年）7月 - 高岡市立伏木商業学校と改称。
- 1948年（昭和23年）
  - 4月 - 総合制富山県立伏木高等学校となる（全日制普通科・商業科）
  - 9月 - 学区制施行により富山県立高岡北部高等学校と改称。
- 1950年（昭和25年）- 校歌制定。
- 1957年（昭和32年）4月 - 富山県立伏木高等学校となる。（全日制普通科・商業科・貿易科）
- 1968年（昭和43年）4月 - 貿易科新設、創立40周年記念館竣工。
- 1984年（昭和59年）
  - 4月 - 商業科・貿易科の募集停止、普通科単独校となり国際コース設置。同時に女子制服もモデルチェンジ。（現制服とは異なる）
  - 10月 - アメリカ合衆国インディアナ州フォートウェイン市、ビショップルアーズ高校と姉妹校提携。
- 1987年（昭和62年）10月 - 創立60周年記念事業（記念会館改築・中庭造成）。
- 1988年（昭和63年）8月 - アメリカ姉妹校訪問研修団派遣始まる。（以後、隔年実施）
- 1992年（平成4年）4月 - 国際コースで推薦入学制度導入。
- 1993年（平成5年）9月 - ロシア沿海地方高校生親善団受け入れ始まる。（以後、毎年来校）
- 1996年（平成8年）
  - 4月 - 国際コースを除く普通科でも推薦入学制度導入。
  - 12月 - セミナーハウス竣工。
- 1997年（平成9年）10月 - 創立70周年記念事業（セミナーハウス施設設備の充実）。
- 2002年（平成14年）12月 -トレーニングハウス竣工。
- 2003年（平成15年）
  - 3月 - サッカー部の韓国スポーツ交流始まる。
  - 9月 - ロシア沿海州ウラジオストクハーモニー校初派遣。（語学研修）
- 2005年（平成17年）
  - 3月 - 普通科募集停止。
  - 4月 - 国際交流科設置、国際交流室「ル・シエール」開所 。
- 2006年（平成18年）
  - 7月 - 韓国水原市清明高等学校生徒受け入れ始まる。（以後、毎年来校）
  - 12月 - 中国大連市第十二中学と友好校協定書締結、中国語学研修が始まる。
- 2007年（平成19年）
  - 3月 - 創立80周年記念事業として門柱新設。韓国清明高等学校と友好校協定締結、韓国語学研修が始まる。
  - 7月 - 中国大連市第十二中学生徒受け入れ始まる。（以後、毎年来校）
  - 10月 - ロシアガルモニア校と友好校協定書締結。創立80周年記念事業（第2体育館下ピロティ人工芝敷設）。
- 2008年（平成20年）3月 - 北陸大学との高大連携始まる。
- 2009年（平成21年）4月 - 文部科学省「英語教育改善のための調査研究事業」受託。
- 2012年（平成24年）2月 - 府丘越中万葉パビリオン完成。
- 2014年（平成26年）3月 - 越中万葉大壁画完成。
- 2017年（平成29年）10月 - 創立90周年記念事業（中庭の記念モニュメント設立）。

## 部活動
- 運動部 - 野球、サッカー、陸上競技、バスケットボール（男・女）、バレーボール（女）、ソフトテニス（男・女）、バドミントン（男・女）、卓球
- 文化部 - 茶道、広報、吹奏楽、英会話、ボランティア、琴、家庭科、書道・美術

## 校歌
作詞：中山輝、作曲：古関裕而

## アクセス
- JR氷見線越中国分駅 徒歩約10分
- 加越能バス（氷見線）「国分口」下車、徒歩約8分
- 加越能バス（伏木循環線）「伏木高校前」下車、徒歩約5分

## 出身者
- ロバートソン黎子（ジャーナリスト）
- 吉原節夫（高岡法科大学学長）